# 阿玛雷托

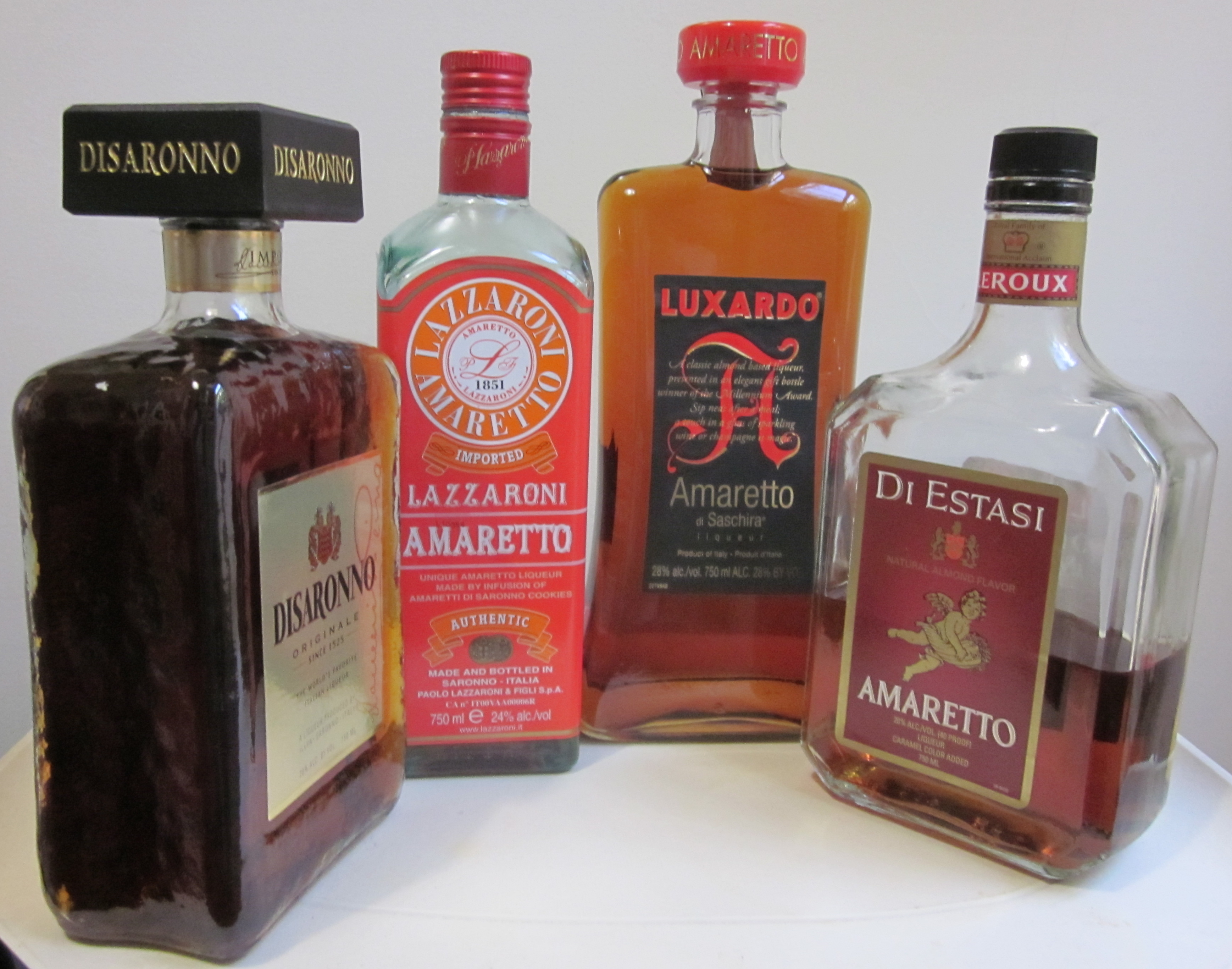
一些阿玛雷托。

阿玛雷托（義大利語：Amaretto），是以杏核或杏仁为主要原料的意大利力娇酒。 酒味甜苦。知名的品牌有帝萨诺等。